# F1 генерација
Прва потомачка или филијална (од лат. filius) генерација (скраћено F1) представља потомке родитељске генерације у Менделовим контролисаним укрштањима. Ову генерацију Мендел назива и хибридима, који у зависности од броја особина могу да буду:
- монохибриди
- дихибриди
- трихибриди
- полихибриди.

У питању су хибриди јер јединке настају укрштањем родитеља који су пореклом из различитих линија (сорти) и генотипски су хомозиготи (један родитељ је АА, а други аа, ако је у питању монохибридно укрштање). Пошто су родитељи хомозиготи, јединке F1 генерације су хетерозиготи са израженом доминантном особином, за монохибридно, или доминантним особинама, ако је у питању више хибридно укрштање . 
Међусобним укрштањем јединки F1 генерације образује се наредна потомачка или скраћено F2 генерација.